# Egypt Station
Egypt Station är det sjuttonde studioalbumet av Paul McCartney. Det släpptes den 7 september 2018 och är McCartneys första album med nyskrivna låtar sedan New från 2013. Albumet fick övervägande positiva recensioner och toppade albumlistan i USA. Det är första gången ett av Paul McCartneys album blev USA-etta sedan Tug of war från 1982. 
Egypt Station producerades av Greg Kurstin, förutom låten "Fuh You" som producerades av Ryan Tedder. Albumet är McCartney första studioalbum på Capitol Records sedan Chaos and Creation in the Backyard som släpptes 2005.
Den första singeln från albumet släpptes den 20 juni 2018 och bestod av en dubbel A-sidesingel med låtarna "I Don't Know" och "Come On to Me". "Fuh You" kom att bli albumets andra singel och lanserades 15 augusti samma år.
Namnet "Egypt Station" delas med en av McCartneys målningar från 1988, från vilken skivans omslag är hämtat.

## Inspelning
Egypt Station spelades in i Los Angeles, London och Sussex. McCartney började arbeta med producenten Greg Kurstin efter att hans album New släpptes 2013, och nämnde att de arbetat tillsammans ett flertal gånger, vilket ledde fram till albumet Egypt Station.
McCartney spelade även in tre låtar med Ryan Tedder. En av låtarna, "Fuh You", är med på albumet.

## Låtlista
Låtlistan är hämtad från Paul McCartneys officiella sida. Alla låtar är producerade av Greg Kurstin, utom "Fuh You" som är producerad av Ryan Tedder.
Alla låtar är skrivna och komponerade av Paul McCartney om inget annat anges. 
| Nr  | Titel                          | Kompositör        | Längd |
| --- | ------------------------------ | ----------------- | ----- |
| 1.  | Opening Station                |                   | 0:42  |
| 2.  | I Don't Know                   |                   | 4:27  |
| 3.  | Come On to Me                  |                   | 4:11  |
| 4.  | Happy with You                 |                   | 3:34  |
| 5.  | Who Cares                      |                   | 3:13  |
| 6.  | Fuh You                        | McCartney, Tedder | 3:23  |
| 7.  | Confidante                     |                   | 3:04  |
| 8.  | People Want Peace              |                   | 2:59  |
| 9.  | Hand in Hand                   |                   | 2:35  |
| 10. | Dominoes                       |                   | 5:02  |
| 11. | Back in Brazil                 |                   | 3:17  |
| 12. | Do It Now                      |                   | 3:29  |
| 13. | Caesar Rock                    |                   | 3:29  |
| 14. | Despite Repeated Warnings      |                   | 6:57  |
| 15. | Station II                     |                   | 0:46  |
| 16. | Hunt You Down / Naked / C-Link |                   | 6:22  |

| 17. | Get Started      |  |
| 18. | Nothing for Free |  |